# 大愛電視

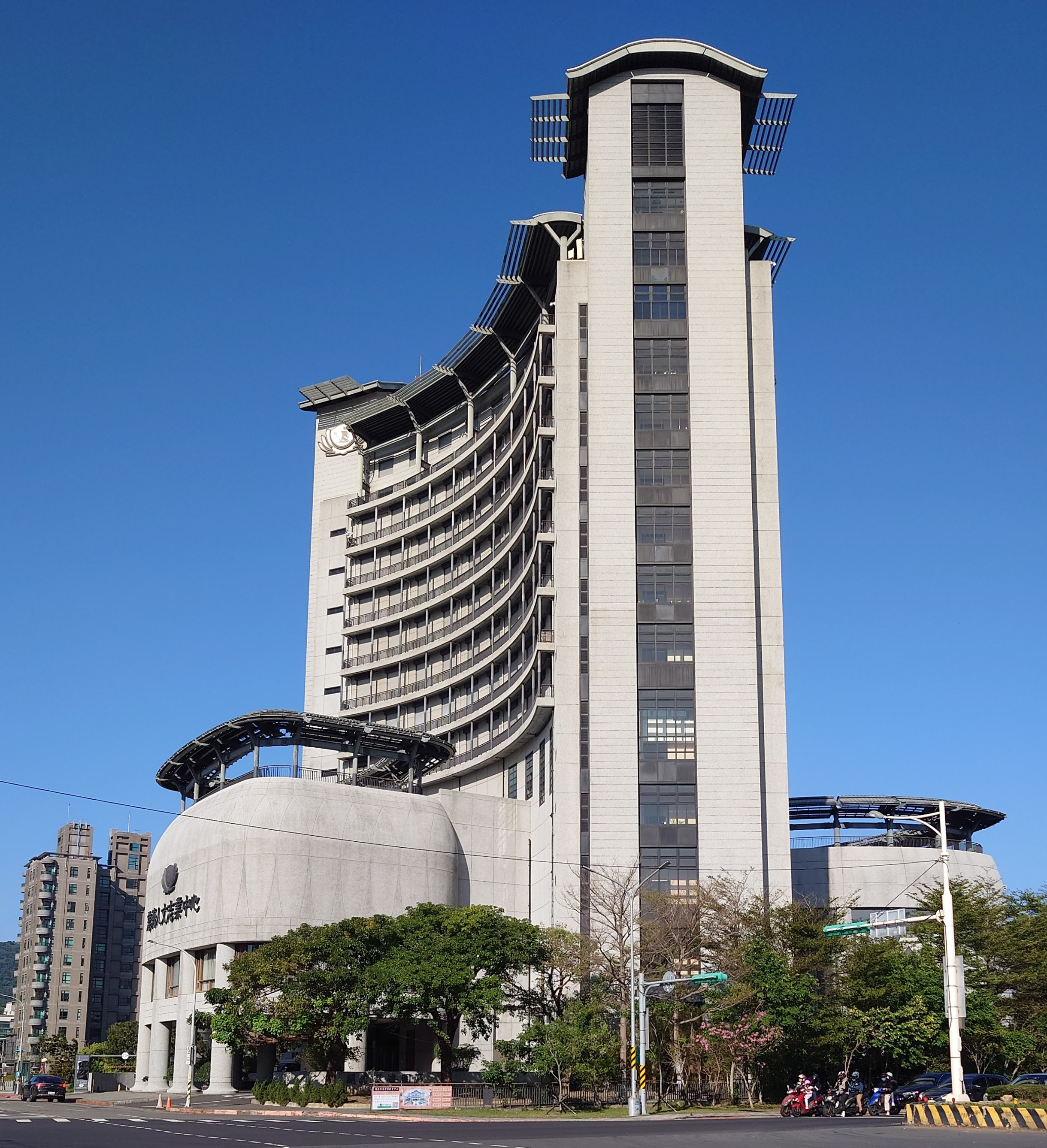
大愛電視（慈済人文志業中心）

大愛電視（だいあいでんし、英字：Da Ai Television）は、中華民国台北市にある台湾のテレビ局の1つで、慈済基金会が運営する非営利テレビ局である。
慈済基金会の四大志業の1つ、文化志業として、慈済文化出版社、静思人文社と共に、慈済伝播文化志業基金会を構成する。
商業広告を取らず、運営資金は、環境ボランティア活動としてのリサイクル事業の収益と、寄付金によって賄われている。

## 沿革
- 1980年1月1日に慈済広播電台として設立される。
- 1998年1月1日に大愛衛星電視として、本格放送を始める。
- 2005年1月1日に慈済基金会の人文志業グループの改組により、慈済文化出版社、静思人文社と共に慈済伝播文化志業基金会を構成する。

## 番組
番組内容としては、法話、人生劇場、児童番組、医療番組、基金会の活動報告などがある。

## チャンネル
- 大愛1ch - 中華民国内向け
- 大愛2ch - 中華民国内向け.中華民国外向け。日本では受信設備を使用して視聴が可能。

## 所在地
中華民国台北市北投区立徳路2号